# Edmund Tomaszewski
Edmund Tomaszewski (ur. 16 października 1906, zm. 11 sierpnia 1976) – polski bokser, reprezentant kraju.

## Kariera sportowa
Reprezentował barwy klubu AZS Poznań i CWS Warszawa, walcząc w ringu w kategorii półciężkiej i ciężkiej. W latach 1928–1932, 6 razy wystąpił w reprezentacji Polski, odnosząc 1 zwycięstwo i 1 remis, oraz 4 pojedynki przegrał.
Został pochowany na Cmentarzu Junikowo w Poznaniu.